# Acronicta soluta
Acronicta soluta är en fjärilsart som beskrevs av Walker 1865. Acronicta soluta ingår i släktet Acronicta och familjen nattflyn. Inga underarter finns listade i Catalogue of Life.